# Comté de Tuscarawas
Pour les articles homonymes, voir Tuscarawas.
Le comté de Tuscarawas – en anglais : Tuscarawas County – est un des 88 comtés de l'État de l'Ohio, aux États-Unis.
Son siège est fixé à New Philadelphia.
Au recensement de 2020, la population était de 93 263 habitants.